# İmanlar, Ovacık
İmanlar là một xã thuộc huyện Ovacık, tỉnh Karabük, Thổ Nhĩ Kỳ. Dân số thời điểm năm 2010 là 31 người.